# Форано
Форано (итал. Forano) је насеље у Италији у округу Ријети, региону Лацио.
Према процени из 2011. у насељу је живело 1544 становника. Насеље се налази на надморској висини од 214 м.

## Становништво
Према резултатима пописа становништва 2011. у општини је живело 2.933 становника.
| 1936. | 1951. | 1961. | 1971. | 1981. | 1991. | 2001. | 2011. |
| ----- | ----- | ----- | ----- | ----- | ----- | ----- | ----- |
| 2.100 | 2.353 | 2.369 | 2.120 | 2.164 | 2.364 | 2.453 | 2.933 |

## Партнерски градови
- Јаши